# Abies forrestii var. georgei
Abies forrestii var. georgei (Orr) Farjon, 1990, è una varietà naturale di A. forrestii appartenente alla famiglia delle Pinaceae, endemica delle zone di alta montagna del sud-ovest dello Sichuan, del nord-ovest dello Yunnan e del sud-est dello Xizang, in Cina.

## Etimologia
Il nome generico Abies, utilizzato già dai latini, potrebbe, secondo un'interpretazione etimologica, derivare dalla parola greca ἄβιος = longevo. Il nome specifico forrestii fu assegnato in onore di George Forrest, botanico scozzese, esploratore della provincia cinese dello Yunnan e primo scopritore di A. forrestii. L'epiteto georgei fu assegnato in onore di George Forrest, botanico scozzese, esploratore della provincia cinese dello Yunnan e primo scopritore di A. forrestii.

## Descrizione
Questa varietà differisce da A. forresti per i giovani virgulti fortemente pubescenti con corti peli ferruginosi, per gli aghi lunghi 1,5-3 cm con margini leggermente revoluti, e per le grandi, evidenti brattee dei coni femminili, con corta cuspide e margini denticolati.

### Portamento
Albero alto fino a 30 m, con tronco che può raggiungere 1 m di diametro, con virgulti rossi o marroni, pubescenti.

### Foglie

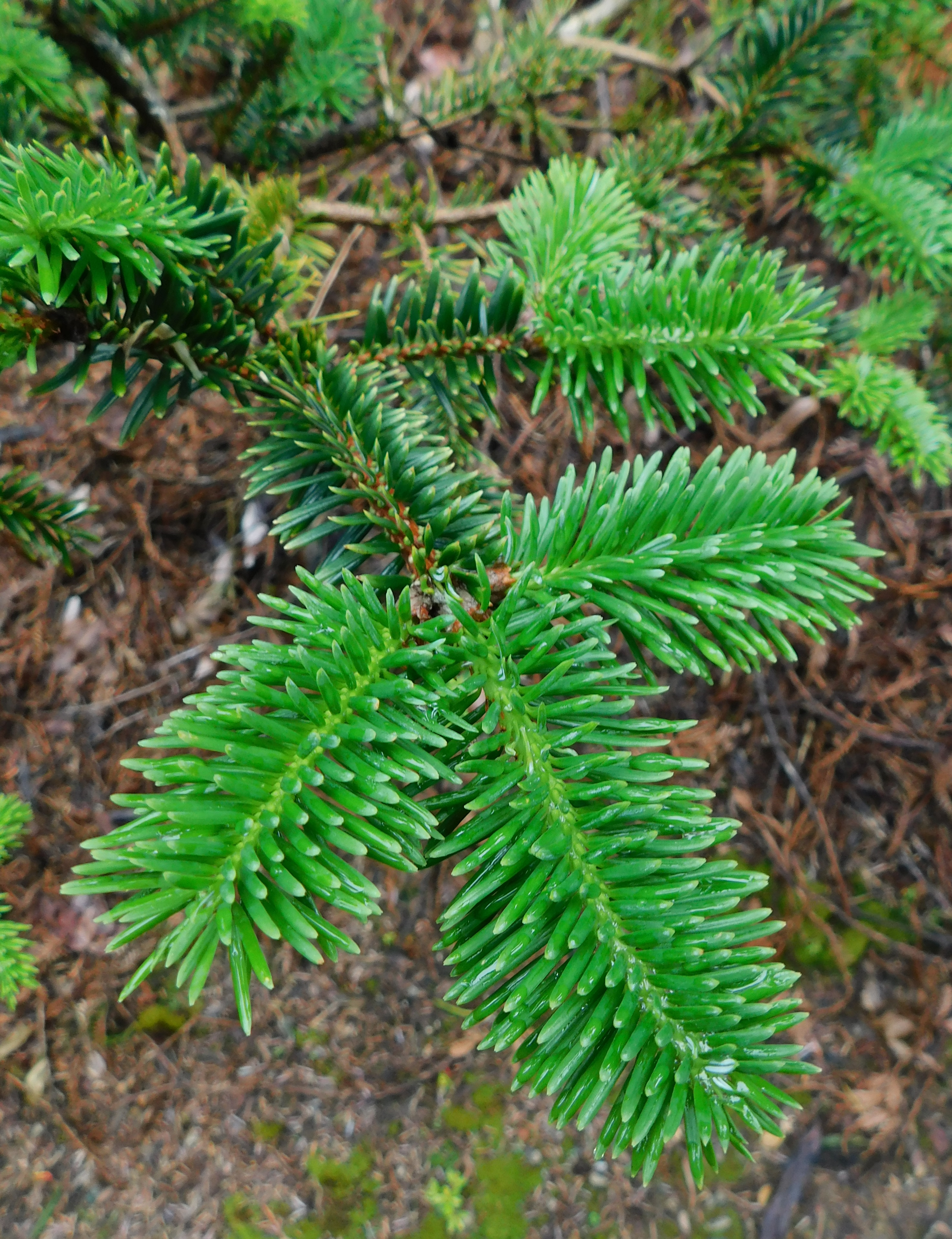
aghi

Le foglie sono aghiformi, di colore verde lucido, lunghe fino a 3 cm, disposte a pettine nella parte inferiore dei virgulti, con apice dentellato, raramente ottuso o acuto. Le gemme sono resinose.

### Frutti
Gli strobili femminili, neri a maturazione, sono sessili, ovoidali-cilindrici, lunghi 7-11 cm e larghi fino a 5,5 cm; le scaglie sono flabellate-trapeziformi e pubescenti, lunghe 2 cm, larghe 2,3 cm, a margine auricolato. Le brattee sono esposte, lunghe fino a 3 cm, con apice acuminato o arrotondato e leggermente emarginato. I semi sono ellissoidali, lunghi circa 1,2 cm, con parte alata marrone. Maturano nel mese di ottobre.

### Corteccia
La corteccia è di colore grigio scuro, tendente a sfogliarsi.

## Distribuzione e habitat
Cresce in alta montagna a quote comprese tra 3000 e 4500 metri; il suo areale è vasto ma non precisamente identificato a causa della grande varietà morfologica di A. forrestii e delle sue varietà.

## Tassonomia
La classificazione di questo taxon è ancora controversa ed esistono altre interpretazioni: Flora of China (4:49, 1999) la descrive come specie a parte (A. georgei) con due varietà associate.

### Sinonimi
Sono riportati i seguenti sinonimi:
- Abies georgei Orr
- Abies georgei subsp. wumongensis Silba

## Usi
Il suo legno, nel passato, veniva sfruttato abbondantemente in edilizia e nell'industria cartaria, pratica vietata attualmente dalle leggi conservative promulgate dalle autorità cinesi.

## Conservazione
Viene classificata come specie a rischio minimo (least concern in inglese) nella Lista rossa IUCN, a causa del suo vasto areale (stimato in 120.000 km²), seppur di difficile identificazione nel dettaglio: sono accertate almeno 10 subpopolazioni.